# Dolný Hričov
Dolný Hričov es un municipio del distrito de Žilina en la región de Žilina, Eslovaquia, con una población estimada a final del año 2024 de 1692 habitantes.
Se encuentra ubicado al oeste de la región, cerca del curso alto del río Váh (cuenca hidrográfica del Danubio) y de la frontera con la región de Trenčín.

## Demografía
| Año        | 1994 | 2004    | 2014    | 2024    |
| ---------- | ---- | ------- | ------- | ------- |
| Población  | 1404 | 1496    | 1548    | 1692    |
| Diferencia |      | +6,55 % | +3,47 % | +9,30 % |

| Año        | 2023 | 2024    |
| ---------- | ---- | ------- |
| Población  | 1673 | 1692    |
| Diferencia |      | +1,13 % |